# Włościbor
Włościbor, Właścibor – staropolskie imię męskie. Składa się z członów: Włości- ("panować") i -bor ("walka"). W Czechach znane jako Vlastibor.
Włościbor imieniny obchodzi 5 stycznia.